# Cordillera Central, Kostarika
Cordillera Central je vulkansko gorovje v osrednji Kostariki, ki se nadaljuje od celinskega razvoda vzhodno od Cordillera de Tilarán. Razteza se 80 km od prelaza Tapezco do vulkana Turrialba in se konča na reki Pacuare. Od Cordillera de Tilarán ga ločuje reka Balsa ter hribi Platanar in Zarcero. Cordillera Central je del ameriške Kordiljere, verige gorovij (cordillera), ki je sestavljena iz skoraj neprekinjenega zaporedja gorskih verig, ki tvorijo zahodno 'hrbtenico' Severne Amerike, Srednje Amerike, Južne Amerike in Antarktike.

## Opis
Vsebuje štiri velike vulkane Poás (2708 m), Barva (2906 m), Irazú in Turrialba (3340 m). Najvišji vrh je Irazú s 3432 m.
Južno od območja ležijo dvignjene ravnice osrednje tektonske depresije kostariškega Osrednjega podolja.
Štirje glavni vulkani Cordillera Central so zaščiteni kot narodni parki. Vulkanski masiv vulkana Poás je osrednja značilnost narodnega parka vulkana Poás, ki se ponaša s stalno fumarolno dejavnostjo. Vulkan Barva se ponaša z izrazito hidrotermalno aktivnostjo (vroči vrelci) in je del narodnega parka Braulio Carrillo.
Narodni park vulkana Irazú vsebuje vulkan Irazú, najvišji vulkan Kostarike. Zaradi velike nadmorske višine je vulkan strateško mesto za telekomunikacije, številne nacionalne televizijske in radijske postaje imajo svoje antene na vrhu.
Narodni park vulkana Turrialba s središčem vulkana Turrialba je značilen za fumarolno aktivnost in emisije plinov.

## Najpomembnejše višine
- Masiv Poás (2704 m nmv) ima stalno fumarolno aktivnost in ima starodavni krater, ki je zdaj laguna.
- Vulkan Barva (2906 m nmv) predstavlja vroče izvire (hidrotermalne manifestacije).
- Masiv Irazú (3432 m nmv) - vulkan Irazú je najvišji vulkan v Kostariki, je aktiven, izbruhnil je v letih 1963 in 1964.
- Vulkan Turrialba predstavlja fumarolno aktivnost in emisije plinov.

## Prelazi in doline
Obstaja vrsta prelazov med masivi, kot so Tapezco, Desengaño, La Palma in Coliblanco, ki pasatom, ki prihajajo iz Karibskega morja, omogočajo vstop v Osrednje podolje. Med temi prelazi so kopenske in zračne komunikacijske poti Osrednjega podolja s severno cono in z atlantsko cono.